# UN-ov program hrane za naftu
UN-ov program hrane za naftu je od godine 1996. do 2003. provođen od strane Ujedinjenih naroda s ciljem ublažavanja posljedica nad iračkim civilnim stanovništvom koje su izazvane naftnim embargom i drugim ekonomskim sankcijama koje su UN ustanovile nakon iračke invazije na Kuvajt godine 1990.
Irak je teško stradao u zaljevskom ratu, a posljedice su bile pogotovo teške po civilnu infrastrukturu. Režim Sadama Huseina je koristio nestašice hrane i lijekova u propagandne svrhe, tvrdeći da ih Irak može u dovoljnim količinama nabaviti jedino ako mu se odobri prikupljanje sredstava prodajom nafte. Godine 1995. je američka vlada Billa Clintona među posljednjima pristala na te prijedloge, iako se protivila daljoj liberalizaciji za koju se zalagala Francuska. Godine 1996. je donesena UN-ova Rezolucija 986 na temelju koje je otpočeo program. 
Program je uključivao prodaju nafte čiji je prihod išao u posebne humanitarne fondove, odnosno u fond za plaćanje ratnih reparacija. Ukupno je prikupljeno oko 65 milijardi USD.
Program je okončan nakon američke invazije na Irak, odnosno krajem 2003. kada su sankcije Iraku, sada pod američkom okupacijom, i formalno ukinute.
Tijekom unutrašnje istrage UN otkriveno je da je šef programa Benon Sevan pronevjerio oko 13 milijuna barela nafte,a da je sam primio 180,000 $ za što je i optužen od strane federalnog tužioca u New Yorku, ali je pobjegao prije početka suđenja. Također je otkriveno da je sin glavnog tajnika UN Kofi Kofia Annana, Kojo Annan godinama primiao plaću od švicarske tvrtke Cotecna koja je bila zadužena za nadzor trgovanja naftom. Tijekom istrage uočeno je i favoriziranje tvrtki iz određenih država. Tvrtke u francuskom, kineskom i ruskom vlasništvo dobivale neproporcionalno velik postotak vaučera za kupnju nafte iz programa. Francuske tvrtke dobile su 15%, ruske 30%, a kineske 10% vaučera. Pronevjere unutar ovog programa osim što su poslužile bogaćenju dužnosnika UN, određenih multinacionalnih kompanija i posrednika omogućile su iračkom režimu kupnju oružja i ostalih roba koje su bile obuhvaćene ekonomskim sankcijama. Istraga je također utvrdila da su dio vaučera primile i neke terorističke organizacije.
Zahvaljujući okupaciji, američka vlada je došla u posjed velikog broja dokumenata i svjedoka koji su ukazali na to da je samo dio sredstava prikupljenih programom završio na predviđenom mjestu. Ostatak je bio zloupotrijebljen kroz klupko pronevjera i korupcije u koje je bio uključen veliki broj tvrtki, država, pa i najviših dužnosnika UN, uključujuće osobe bliske glavnom tajniku Kofiju Annanu. Isto je tako izašlo na vidjelo kako su tijekom Programa stvorene bliske poslovne i druge veze između svih tih subjekata s jedne, te Sadama Huseina i njegovog režima s druge strane. 
Američka vlada Georgea W. Busha je sva ta otkrića poslije iskoristila u propagandne svrhe, nastojeći plasirati tezu kako su se mnoge vlade i pojedinci invaziji na Irak protivile isključivo u svrhu zaštite vlastitih ekonomskih i političkih interesa, a ne iz humanitarnih ili principnih razloga. 